# Грицковщина (Дзержинский район)
Гри́цковщина (бел. Гры́цкаўшчына) — деревня в составе Боровского сельсовета Дзержинского района Минской области Беларуси. Деревня расположена в 10 километрах от Дзержинска, 50 километрах от Минска и 12 километрах от железнодорожной станции Койданово.

## Название
Названия Грицеви́чи, Грицке́вичи, Грицковщина являются производными от фамилий Грицкевич, Грицко.

## История
Известна с середины XIX века, как имение Грицковщина в Минском уезде Минской губернии. В 1858 году имение — собственность помещика М. Костровицкого. В 1876 году в деревне 794 десятин земли, действовала корчма. В 1897 года, по данным первой всероссийской переписи, в Грицковщине проживали 55 жителей, в 1917 году проживали 49 жителей. 
С 9 марта 1918 года в составе провозглашённой Белорусской Народной Республики, однако фактически находилась под контролем германской военной администрации. С 1 января 1919 года в составе Советской Социалистической Республики Белоруссия, а с 27 февраля того же года в составе Литовско-Белорусской ССР, летом 1919 года деревня была занята польскими войсками, после подписания рижского мира — в составе Белорусской ССР. С 20 августа 1924 года в составе Макавчицкого сельсовета Койдановского района Минской округа. 29 июля 1932 года Койдановский район был переименован в Дзержинский. С 23 марта 1932 года в составе Новосёлковского сельсовета, с 31 июля 1937 года в составе Минского района, с 4 февраля 1939 года вновь в составе Дзержинского района, с 20 февраля 1938 года в Минской области. В годы коллективизации организован колхоз. В 1926 году, по данным первой всесоюзной переписи в посёлке Грицковщина насчитывается 7 дворов, проживали 35 жителей, и аграпункте — 8 дворов, 25 жителей. 
В Великую Отечественную войну с 28 июля 1941 года до 7 июля 1944 года деревня была оккупирована немецко-фашистскими захватчиками. На фронте погибли 6 жителей деревни. В 1960 году Грицковщина была передана из состава упразднённого Новосёлковского сельсовета в Боровской сельсовет, в деревне проживали 74 жителя. Входила в колхоз имени Горького (центр — д. Боровое). В 1991 году насчитывались 17 хозяйств, проживали 46 жителей. По состоянию на 2009 год в составе СПК «Боровое».

## Население
| Численность населения (по годам) | Численность населения (по годам) | Численность населения (по годам) | Численность населения (по годам) | Численность населения (по годам) | Численность населения (по годам) | Численность населения (по годам) |
| 1897                             | 1909                             | 1917                             | 1926                             | 1960                             | 1991                             | 1999                             |
| -------------------------------- | -------------------------------- | -------------------------------- | -------------------------------- | -------------------------------- | -------------------------------- | -------------------------------- |
| 55                               | ↗63                              | ↘49                              | ↘25                              | ↗74                              | ↘46                              | ↘38                              |
| 2004                             | 2009                             | 2017                             | 2018                             | 2020                             | 2022                             |                                  |
| ↘35                              | ↘21                              | ↗22                              | ↘20                              | ↗22                              | ↗23                              |                                  |